# Ioannis Kourtis
Pour les articles homonymes, voir Kourtis.
Ioannis Kourtis est un compositeur de musique né le 8 août 1973 à Thessalonique (Grèce).

## Biographie
En 1982, il suit des cours de guitare classique et de théorie musicale. En 1986, il commence également des cours de violon et de composition. En 2000, il a obtenu sa maîtrise de composition musicale à l’université ionienne. Il a écrit la musique de plusieurs  documentaires et  publicités (Grèce/France). En 2001, il a été finaliste du concours du jeune compositeur de musique de films à Lunéville et en décembre 2002, il a été membre du jury au " Festival International de Cinéma et Technologie " de Paris. Depuis  2004, il est membre de l'Union de compositeurs de musique de films. Il a écrit plusieurs bandes originales pour le cinéma.

## Filmographie
- 1997 : Seferis
- 2000 : Les Barges
- 2000 : The Talking Bench
- 2002 : Sous-sol
- 2003 : P.O. Box
- 2004 : Le Cambrioleur imprudent
- 2004 : Consequences
- 2005 : À la lueur d'une arme blanche
- 2007 : Cold Earth